# 阿马涅
阿马涅（法語：Amagne，法語發音：[amaɲ]）是法国大東部大區阿登省的一个市镇，属于勒泰勒区。

## 地理
阿马涅（49°31'3"N, 4°30'3"E）面积9.32 平方千米，位于法国大東部大區阿登省，该省份为法国北部内陆省份，西接埃纳省，南至马恩省，东临默兹省，北与比利时接壤。
与阿马涅接壤的市镇（或旧市镇、城区）包括：阿朗迪和索瑟伊、昂布利-弗勒里、库西、福村、日夫里、吕基、索尔西-博泰蒙。

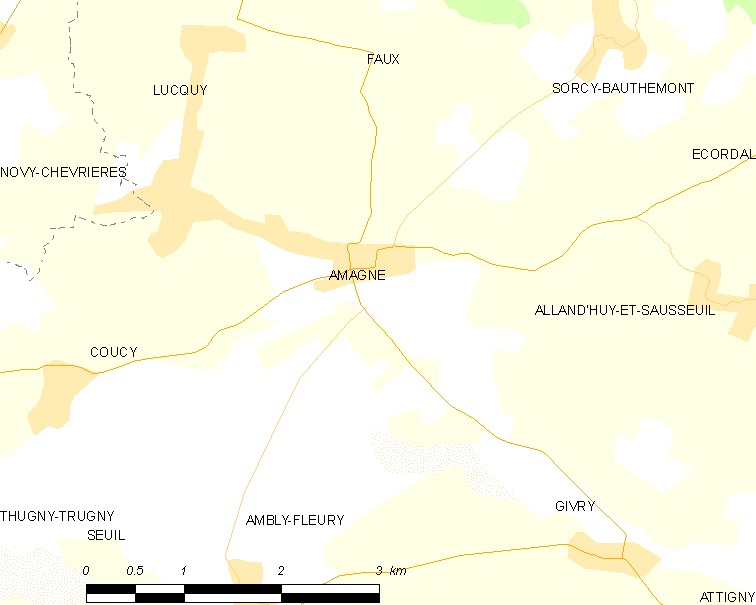
阿马涅的OSM定位图

阿马涅的时区为UTC+01:00、UTC+02:00（夏令时）。

## 行政
阿马涅的邮政编码为08300，INSEE市镇编码为08008。

## 政治
阿马涅所属的省级选区为勒泰勒县。

## 人口

1962-2008年间阿马涅人口变化图示

阿马涅于2022年1月1日时的人口数量为787人。